# Ojos del Guadiana (España)

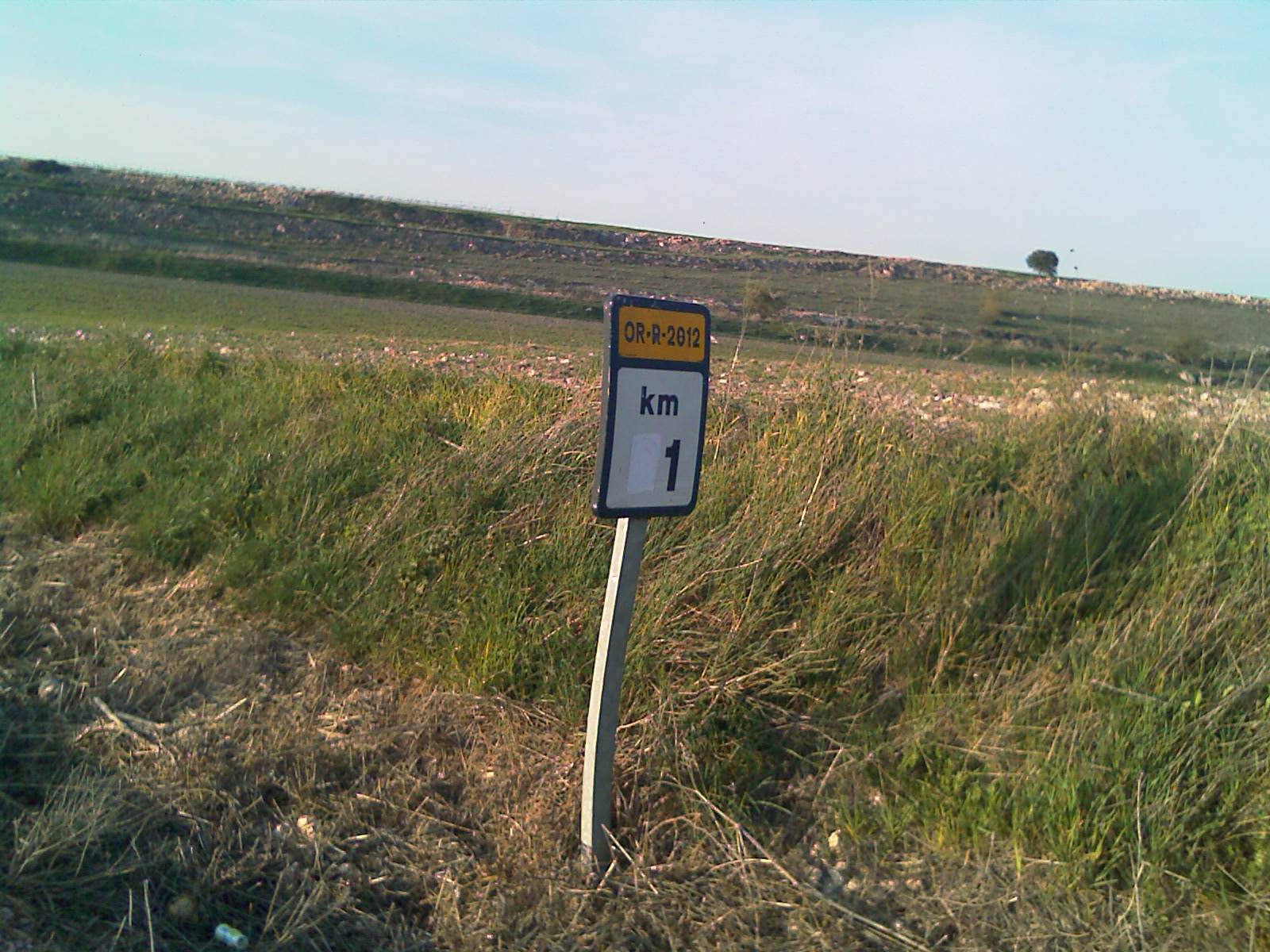
Hito kilométrico nº 1 en la carretera de los «Ojos del Guadiana» a Villarrubia de los Ojos.

Los Ojos del Guadiana son un paraje situado en el término municipal de Villarrubia de los Ojos (Ciudad Real) y los adyacentes de Daimiel y Las Labores, en el cauce del río Guadiana, donde se decía que renacía o reaparecía este río. El paraje en la actualidad se encuentra totalmente destruido, en parte cultivado y en parte en proceso de combustión inducida por la sobrexplotación del Acuífero 23. 
Se trataba de pequeñas zonas húmedas, en restos de formaciones kársticas y de antiguos meandros encajados que cortaban el nivel freático del acuífero y eran su rebosadero natural. Se considera que se secaron definitivamente el año 1984. Parece demostrado que este era el nacimiento del río Guadiana y que no tenía que ver con el Alto Guadiana en las Lagunas de Ruidera. 
Las turberas que se fueron formando durante los últimos diez mil años están ardiendo intermitentemente.
En un diccionario geográfico de finales del siglo XVIII se describen los «Ojos» como aberturas a la superficie de la tierra por donde mana el agua.